# 9gag
9GAG je sociální médium založené na principu uživatelského nahrávání obrázků či videí. Tato média mívají nejčastěji zábavnou tematiku, obrázky se řadí většinou mezi tzv. „internetové memy“.
9GAG založili v Hongkongu v roce 2008 Ray Chan, Chris Chan, Marco Fung, Brian Yu a Derek Chan. Servery se však nachází ve Spojených státech amerických.
Tato webová stránka se stala jednou z nejúspěšnějších zábavných internetových platforem na světě. Měsíční návštěvnost činí přes 67 milionů unikátních uživatelů a více než 2 miliardy zhlédnutých stránek.

## Obsah

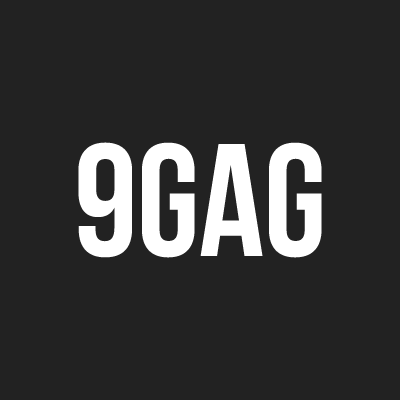
Staré logo (do roku 2012)

Na 9GAG se přidávají obrázky, videa či animace, často nepřesně zvané GIF, se zábavnou tematikou. Motiv obrázku může být jakýkoliv, převládají však vtipné gagy na různorodá témata. Například situace z každodenního života, reakce na aktuální události, atd. K tomu jsou často využívané tzv. „Rage Comics“. Také mohou být pro vyjádření vtipu použity zpracované obrazy slavných osobností či situací. 
Struktura 9GAGu se dělí na tři části: „Fresh“, „Trending“, „Hot“. Ve Fresh sekci jsou zobrazeny všechny nové příspěvky. Zde se pomocí hlasovacího systému vybírají ty uživatelsky atraktivnější příspěvky. Při dostatečném množství hlasů se soubor přesune do části Trending. Pokud se obrázek stane opravdu oblíbeným a získá dostatek hlasů, je přesunut do hlavní sekce, Hot. Tato část je nejvíce navštěvovaná a je očekáván mnohem větší nárůst hlasů.  Od roku 2013 se obsah oficiálně dělí i na „Cute“ (z anglického „roztomilý“), Geeky (geekovský) a „GIF“, kde jsou zahrnuty animace.

## Kontroverze

### Spor s 4chan

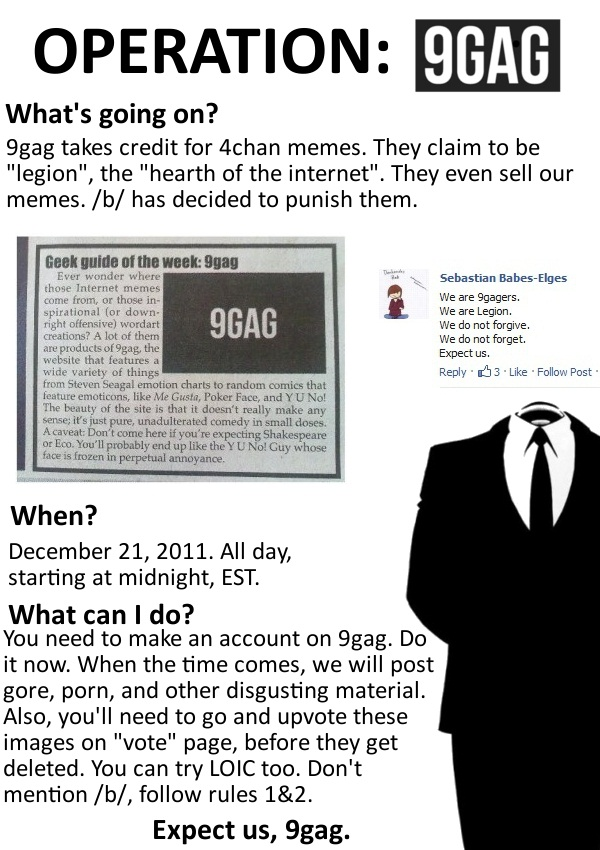
Výzva od uživatelů 4chanu

V roce 2011 byl uživateli 9GAGu vyprovokován spor s komunitou další oblíbené stránky 4chan.org. Zastánci 9GAGu prohlašovali, že jsou skutečnými autory obrázků, označovaných jako z 4chanu. Těm nahrával fakt, že každý obrázek z 9GAGu byl označen.
Tato situace vyústila v útoky uživatelů 4chanu na 9GAG. A to formou spamu. Měly proběhnout tzv. „operace 9GAG“ a „operace Deepthroat“. Během nich měly být založeny tisíce falešných účtů, přes které byly na server nahrány soubory s pornografií, násilnými obrázky a dalším materiálem. Následně měly být ještě před smazáním administrátory příspěvky hlasováním přesunuty na Hot page.
20. prosince 2011 útok oficiálně začal. Zprvu byla většina příspěvků smazána, avšak moderátoři přestali stíhat a vlny nevhodného materiálu zaplnily stránku. Tyto útoky trvaly přes 40 hodin. Nicméně o půlnoci na 21. prosince začal i DDoS útok. Po nějaké době se stal 9GAG pro některé oblasti nedostupný, pro ostatní byl velmi pomalý.
Po tomto útoky zamýšleli uživatelé 9GAGu odvetu v podobě DDoS útoku. Jeden z nich byl ve skutečnosti zastánce 4chanu a navedl je na špatné koordináty a tak se pokusili poškodit sami sebe. Když si to uvědomili, provedli masivní útok na hlavní stránku 4chanu a podařilo se jim ji na krátkou chvíli vyřadit z provozu.

### Rasismus, propagace diskriminace a násilí
Lingvista Albin Wagener ve svém článku z roku 2014 „Building Identity and Building Bridges Between Cultures: The Case of 9gag“ zkoumal 446 příspěvků nalezených na hlavní stránce 9gag; z nich bylo 40 (8,97 %) jednoznačně diskriminačních. Většina diskriminačních příspěvků byla misogynní (57,5 %), následovala kulturní diskriminace (25 %) a homofobie (12,5 %). Podle Wagenera 9GAG spojuje lidi v mezinárodním kontextu, ale prostřednictvím maskulinní a heterosexuální symboliky a devalvace jiných skupin. Podle Wagener 9GAG prostřednictvím internetových memů umožňuje šíření rasismu, xenofobie a ponižování žen.